# Tokiwa Maru
Die Tokiwa Maru (ときわ丸) ist ein 2014 in Dienst gestelltes Fährschiff der japanischen Reederei Sado Kisen. Sie steht auf der Strecke von Sado nach Niigata im Einsatz.

## Geschichte
Die Tokiwa Maru wurde am 22. Juli 2013 unter der Baunummer 540 in der Kanda Dockyard in Kure auf Kiel gelegt und lief am 21. Oktober 2013 vom Stapel. Nach der Fertigstellung am 10. März 2014 nahm sie am 8. April 2014 den Fährdienst von der Insel Sado nach Niigata auf. Das Schiff ergänzte hierbei die größere, bereits 1993 in Dienst gestellte Okesa Maru.
Zusammen mit der Okesa Maru befährt die Tokiwa Maru die Sado-Niigata-Route fünfmal täglich, während der Hauptsaison erhöht sich diese Zahl auf sieben Überfahrten. Die Reisedauer beträgt etwa zweieinhalb Stunden. Die Tokiwa Maru verfügt über verschiedene Kabinentypen der Ersten und Zweiten Klasse. Zu den Einrichtungen des Schiffes gehören ein Schnellrestaurant, ein Raucherzimmer, mehrere Ruheräume, ein Bordgeschäft, ein Kinderzimmer, Spieleautomaten sowie ein Bereich für Haustiere. Auf Deck fünf befindet sich zudem eine Aussichtslounge.